# 叶卡捷琳诺格勒茨卡亚
叶卡捷琳诺格勒茨卡亚（俄语：Екатериноградская），旧称叶卡捷琳诺格勒（俄语：Екатериноград），俄罗斯联邦卡巴尔达-巴尔卡尔共和国普罗赫拉德内区的一个村庄。